# Catherine Beauchemin-Pinard
Catherine Beauchemin-Pinard (ur. 26 czerwca 1994) – kanadyjska judoczka. Trzykrotna olimpijka. Brązowa medalistka z Tokio 2020, dziewiąta w Rio De Janeiro 2016 i siódma w Paryżu 2024. Walczyła w wadze lekkiej i półśredniej.
Wicemistrzyni świata w 2022 i 2025, piąta w 2015 i 2024, siódma w 2023; uczestniczka zawodów w 2013, 2014, 2017, 2018 i 2019. Startowała w Pucharze Świata w latach 2012-2015, 2017 i 2018. Srebrna medalistka igrzysk panamerykańskich w 2015. Zdobyła osiem medali mistrzostw panamerykańskich w latach 2015 - 2025. Wygrała igrzyska wspólnoty narodów w 2022. Ośmiokrotna medalistka mistrzostw Kanady w latach 2010-2019.

## Letnie Igrzyska Olimpijskie 2016
| Konkurencja | Eliminacje             | Klas. końcowa |
| Konkurencja | Przeciwnik I           | Miejsce       |
| ----------- | ---------------------- | ------------- |
| 57 kg       | Hedvig Karakas (HUN) P | 9.            |

## Letnie Igrzyska Olimpijskie 2020
| Konkurencja | Eliminacje          | Eliminacje                  | Eliminacje              | Finały                      | Finały                     | Klas. końcowa |
| Konkurencja | Przeciwnik I        | Przeciwnik II               | 1/4                     | 1/2                         | o 3. miejsce               | Miejsce       |
| ----------- | ------------------- | --------------------------- | ----------------------- | --------------------------- | -------------------------- | ------------- |
| 63 kg       | Lærke Olsen (DEN) Z | Magdalena Krssakova (AUT) Z | Ketleyn Quadros (BRA) Z | Clarisse Agbegnenou (FRA) P | Anriquelis Barrios (VEN) Z | 3.            |